# Cmentarz parafialny w Jazgarzewie
Cmentarz parafii św. Rocha w Jazgarzewie lub też cmentarz parafialny w Jazgarzewie, cmentarz w Jazgarzewie, cmentarz jazgarzewski – cmentarz rzymskokatolicki znajdujący się we wsi Jazgarzew w gminie Piaseczno, w powiecie piaseczyńskim, w województwie mazowieckim. 

## Historia
Cmentarz powstał na początku XIX wieku, gdy cmentarz przykościelny w Jazgarzewie, będący dotychczasowym miejscem pochówków, stał się za mały dla lokalnej społeczności. Powstał jako wiejski cmentarz w odległości około 2 km od jazgarzewskiego kościoła. Został założony w 1814.
Ulokowany jest tam między innymi pomnik ustawiony na pamiątkę poległych w Koronie i Litwie - 1861 r.
Na cmentarzu znajdują się groby, miejscowych duchownych. Do najstarszych zachowanych grobów na cmentarzu należy, grób ks. Jana Fromma (zm. 1838) – proboszcza parafii jazgarzewskiej w latach 1823–1838. Wśród księży pochowanych na cmentarzu są między innymi: ks. Antoni Leśniewicz (zm. 1858) – proboszcza parafii jazgarzewskiej w latach 1838–1858, ks. Ludwik Pietrzykowski (1841–1919) –  proboszcz parafii jazgarzewskiej w latach 1881–1916, ks. Edward Gregorkiewicz (1906–1976) – proboszcz parafii jazgarzewskiej w latach 1960–1974,  ks. prał. Tadeusz Szczękulski (1948–2021) – kanonik Archikolegiackiej Kapituły Łęczyckiej, proboszcz parafii Pilawice i Piątek, ks. Robert Skrzypek (1972–2003) – wikariusz parafii w Opaczu-Michałowicach oraz salezjanie ks. Leon Kotłowski (1920–1984) i ks. Tytus Robakowski (1911–1986). Na cmentarzu pochowany jet także ks. Stanisław Nuszkiewicz (zm. 1939).
Z osób zasłużonych dla lokalnej społeczności na cmentarzu, spoczywają między innymi: miejscowa dziedziczka Łucja Józefina Pląskowska (zm. 1896) oraz lokalna działaczka oświatowa Maria Nałęcz-Moszczeńska (zm. 1938), która pełniła funkcję przewodniczącej Komitetu Odbudowy Kościoła w Jazgarzewie i została pochowana ze swoim mężem, obywatelem ziemskim – hrabią Alfonsem Nałęcz-Moszczeńskim (zm. 1895). Na cmentarzu pochowany jest również uznany adwokat Wenanty Starost (zm. 1947). Wśród pochowanych jest też Józef Reszczyk, organizator szkolnictwa zawodowego w Piasecznie.
Na cmentarzu znajduje się również grób nauczycielek: Janiny Jurkiewicz i Stanisławy Jarosz, sióstr prymasa Stefana Wyszyńskiego.

## Osoby pochowane na cmentarzu
- Andrzej Gruszecki (1928–2018) – polski architekt i urbanista, prof. dr hab.[23]
- Ewa Krauze (1914–2002) – polska nauczycielka, założycielka i dyrektorka szkoły podstawowej w Zalesiu Dolnym, od 1994 roku patronka Szkoły Podstawowej nr 2 im. Ewy Krauze w Piasecznie[24]
- Sławomir Łubiński (1934–2023) – polski prozaik i scenarzysta filmowy[25]
- Mieczysław Pawlak (1941–2014) – polski polityk, ogrodnik, poseł na Sejm I kadencji[26]
- Ryszard Pikulski (1927–1995) – polski aktor[27]
- Helena Radwan (1882–1944) – polska nauczycielka, redaktorka prasy dziecięcej, redaktorka naczelna Płomyczka[24][28]
- Józef Radwan (1887–1977) – polski urzędnik, minister reform rolnych II Rzeczypospolitej[24][29]
- Władysław Radwan (1884–1963) – polski nauczyciel i działacz oświatowy[24][30]

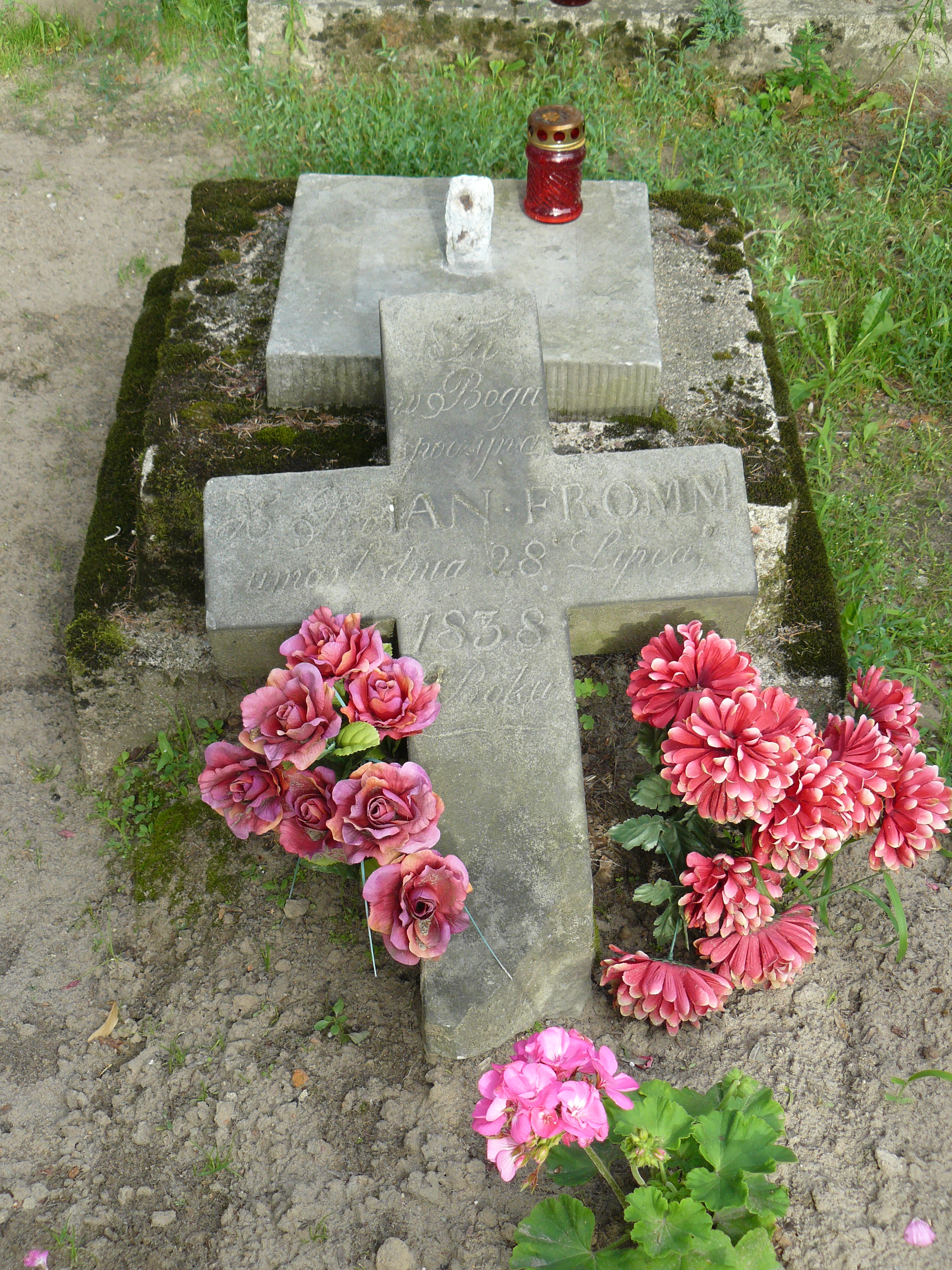
Nagrobek proboszcza jazgarzewskiego Jana Fromma, który zmarł w 1838 r.
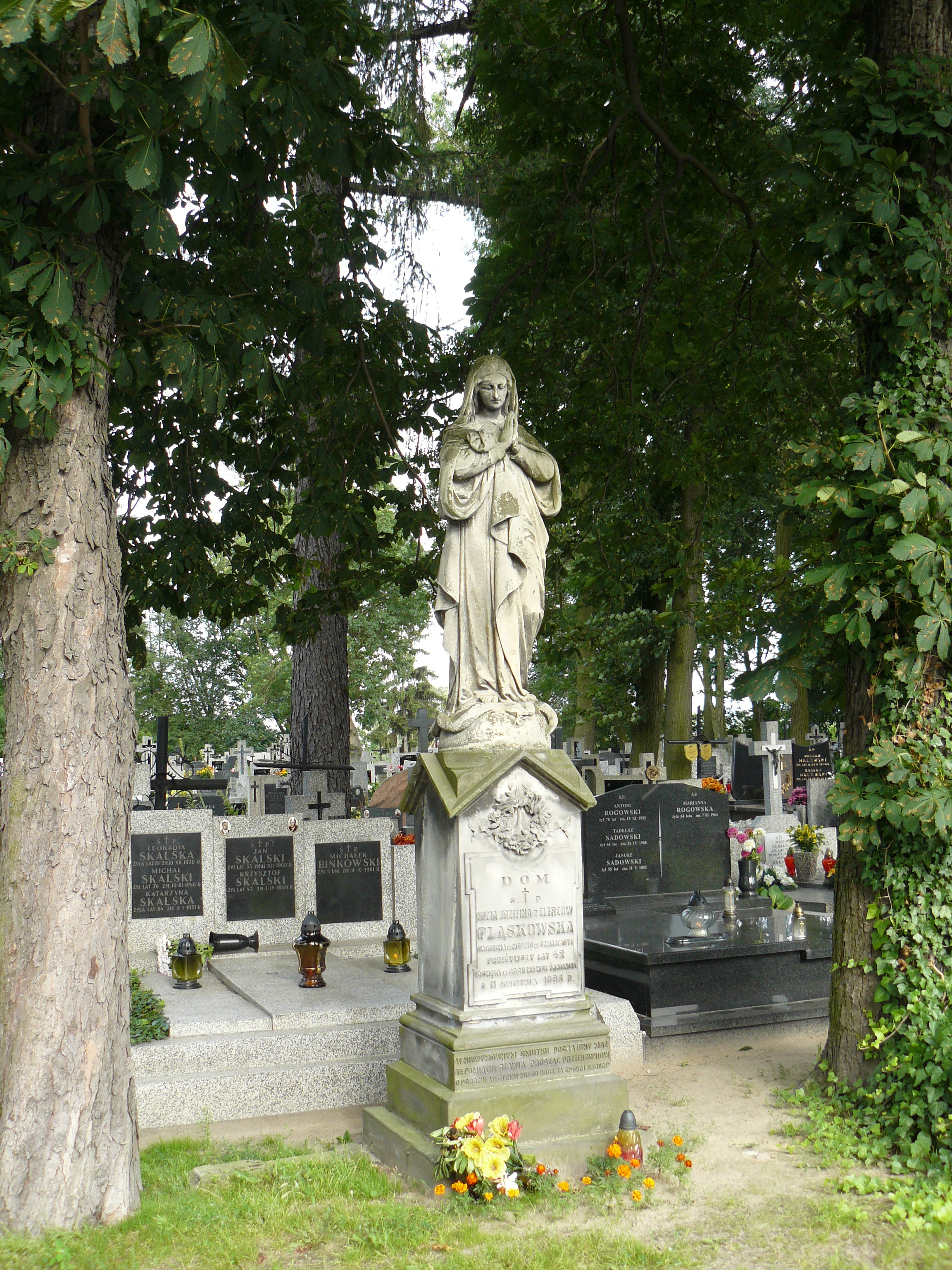
Grób miejscowej dziedziczki Łucji Józefiny z Clerców Pląskowskiej z końca XIX wieku
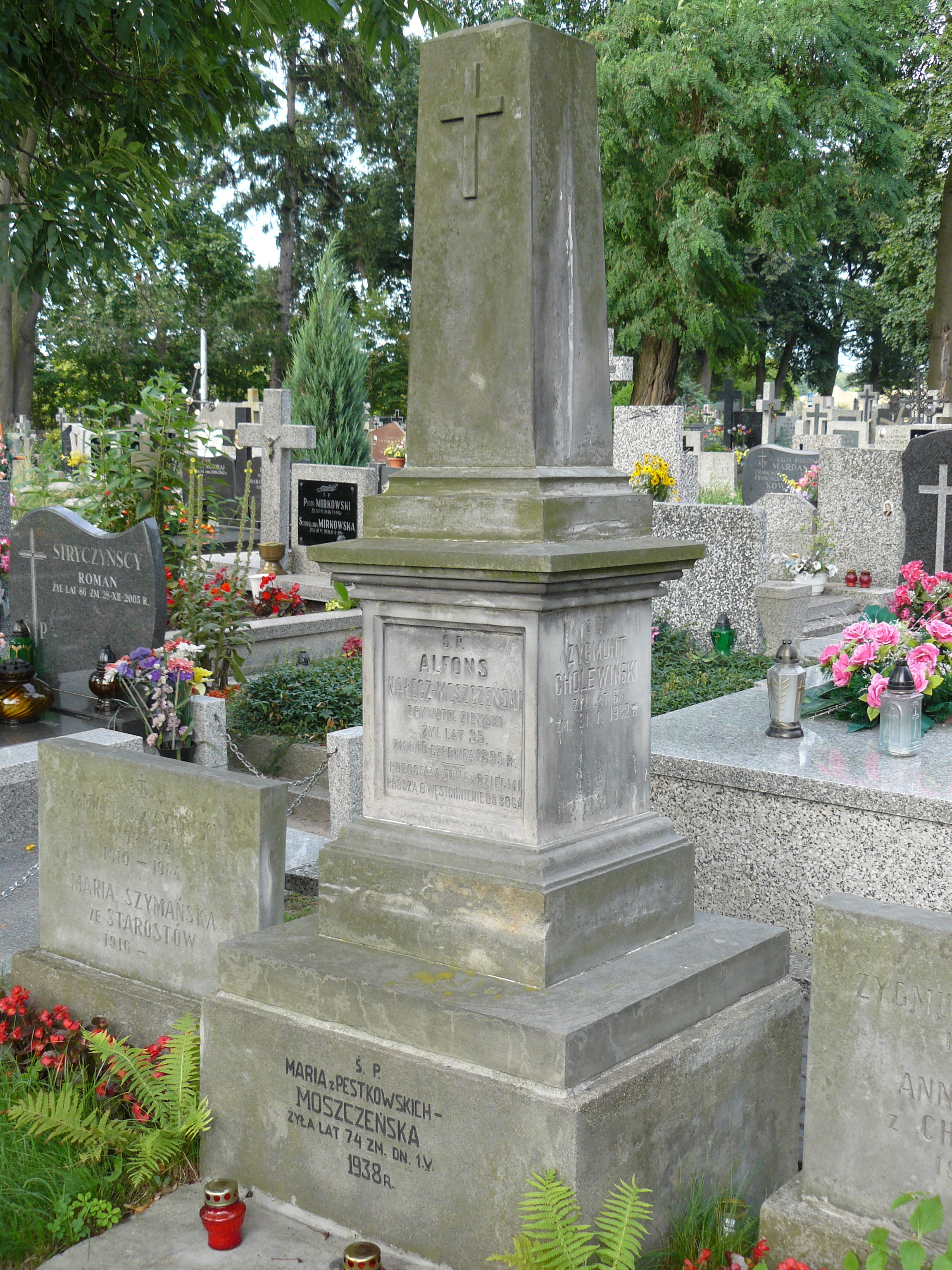
Grób obywatela ziemskiego hrabiego Alfonsa Nałęcz-Moszczeńskiego i jego żony Marii z Pestkowskich Nałęcz-Moszczeńskiej, lokalnej działaczki społecznej i oświatowej
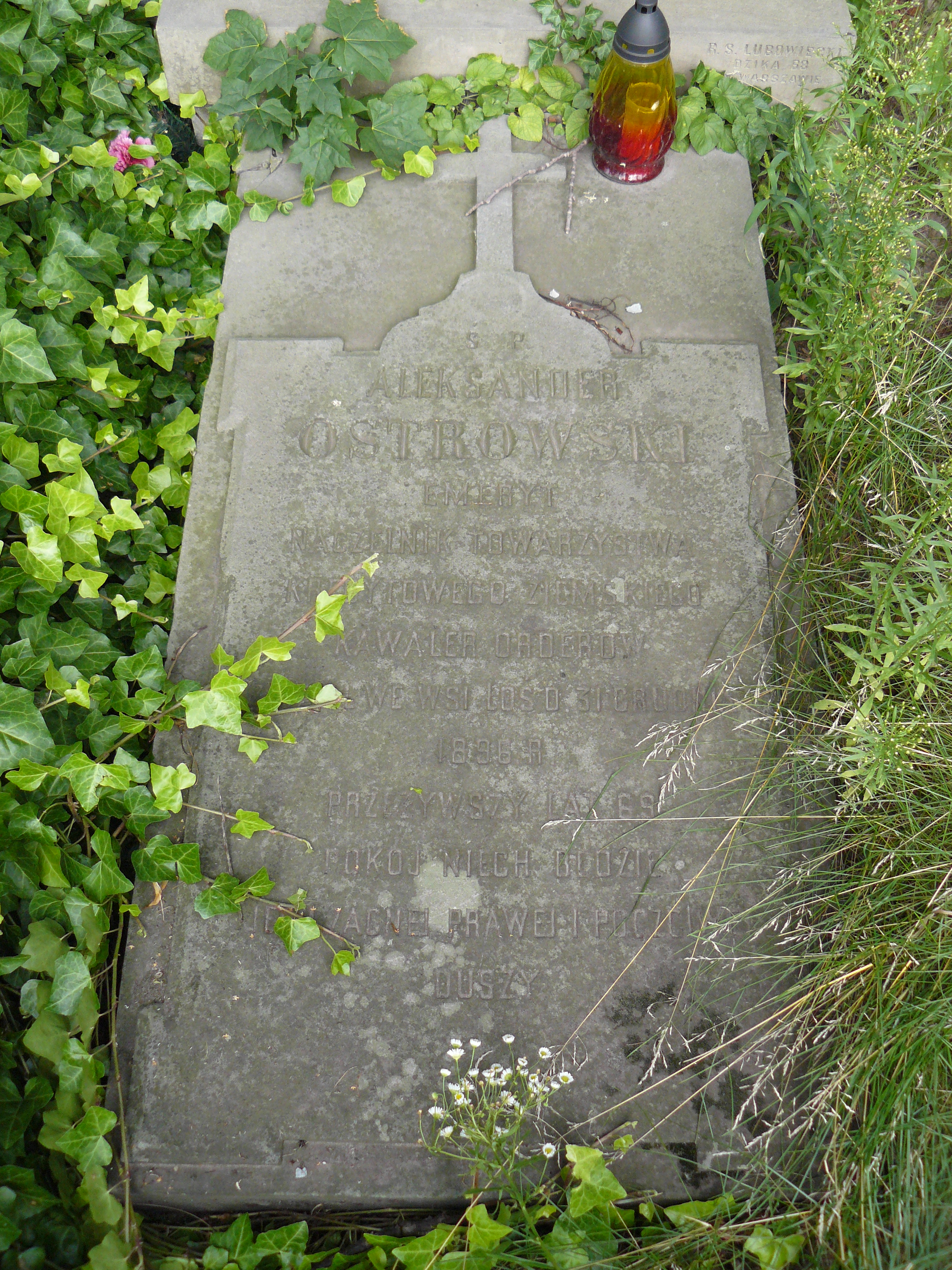
Grób Aleksandra Ostrowskiego, naczelnika Towarzystwa Ziemskiego Kredytowego
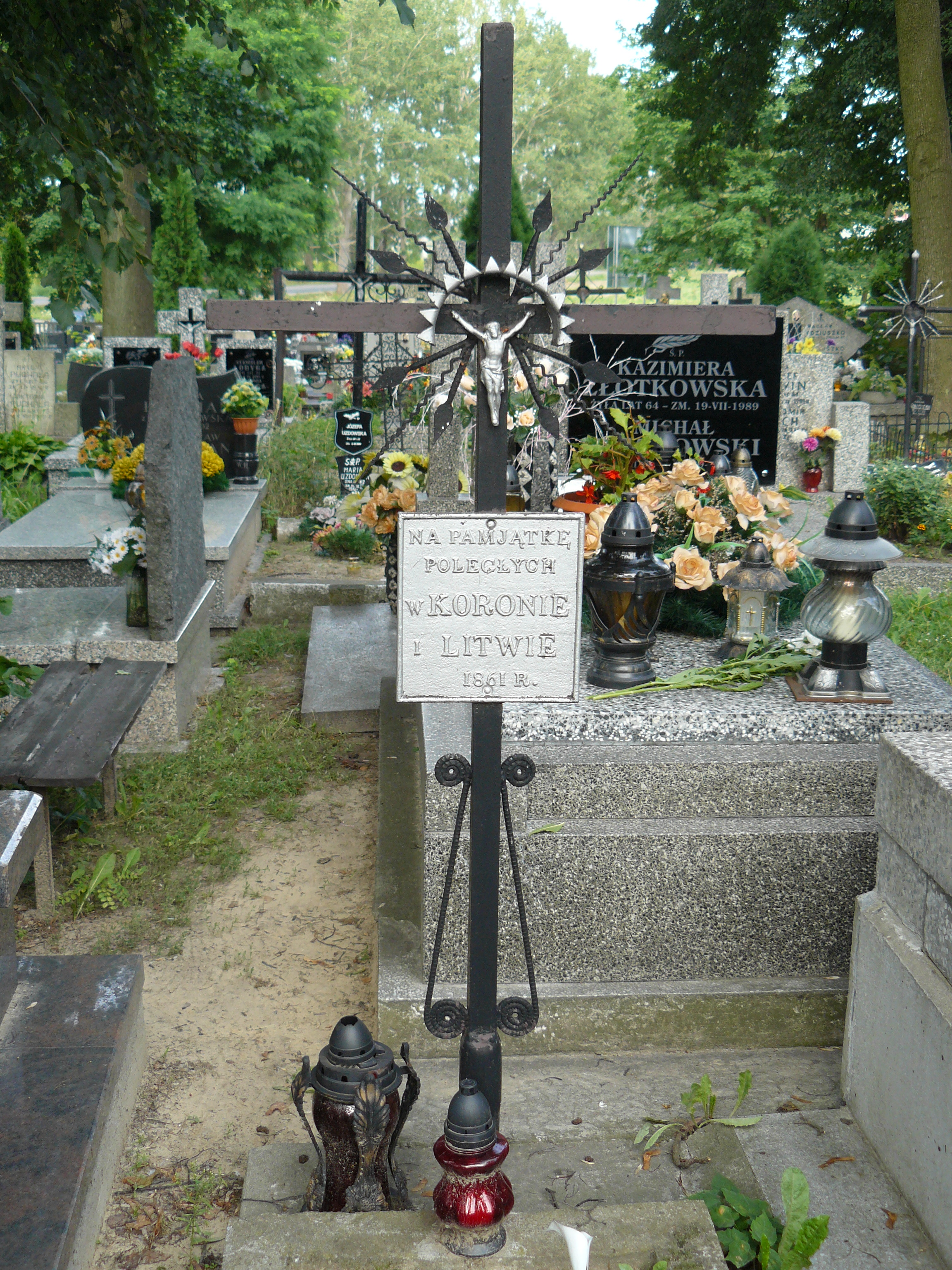
Grób symboliczny ofiar zajść w 1861 r.
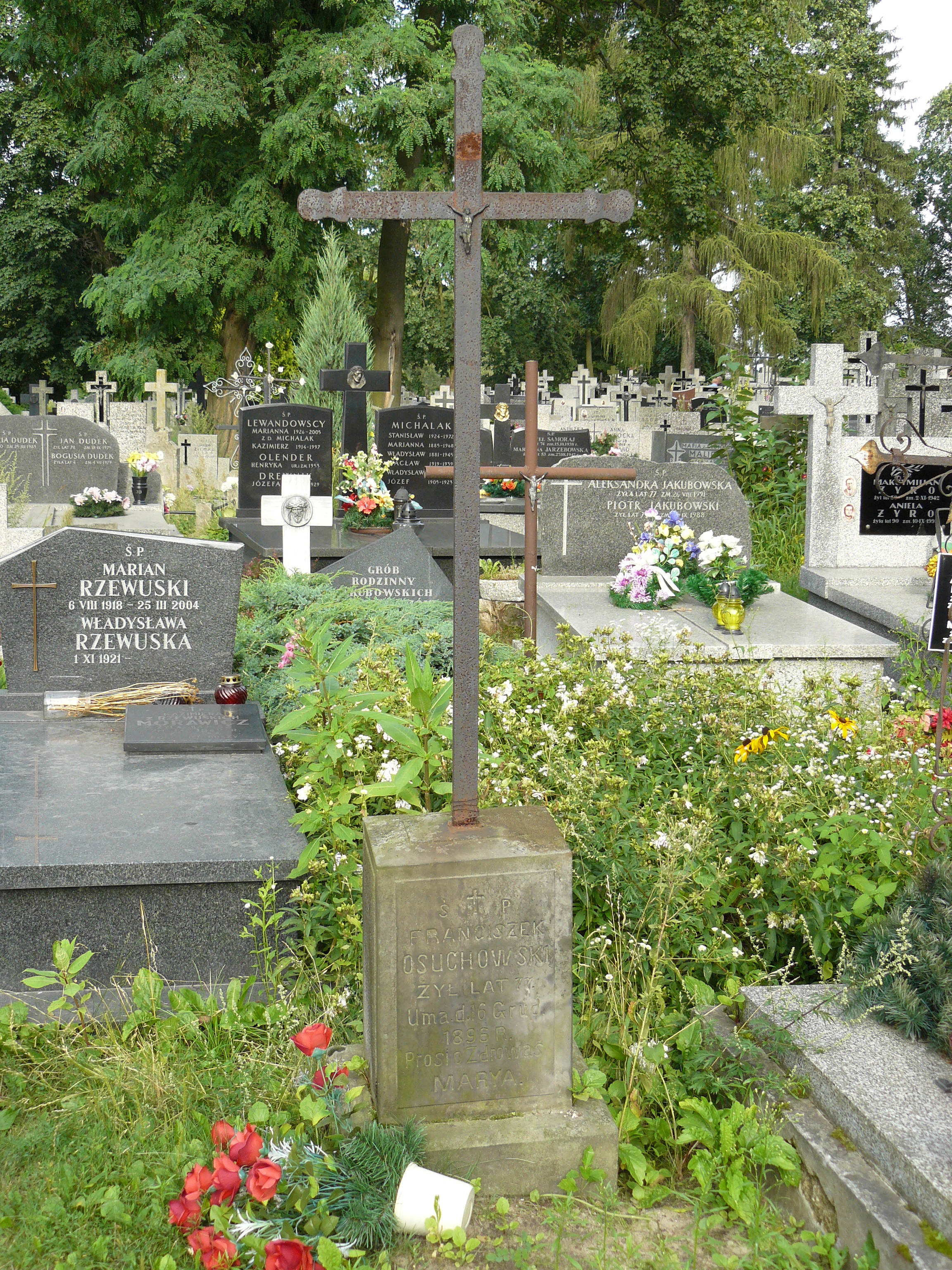
Grób z końca XIX wieku
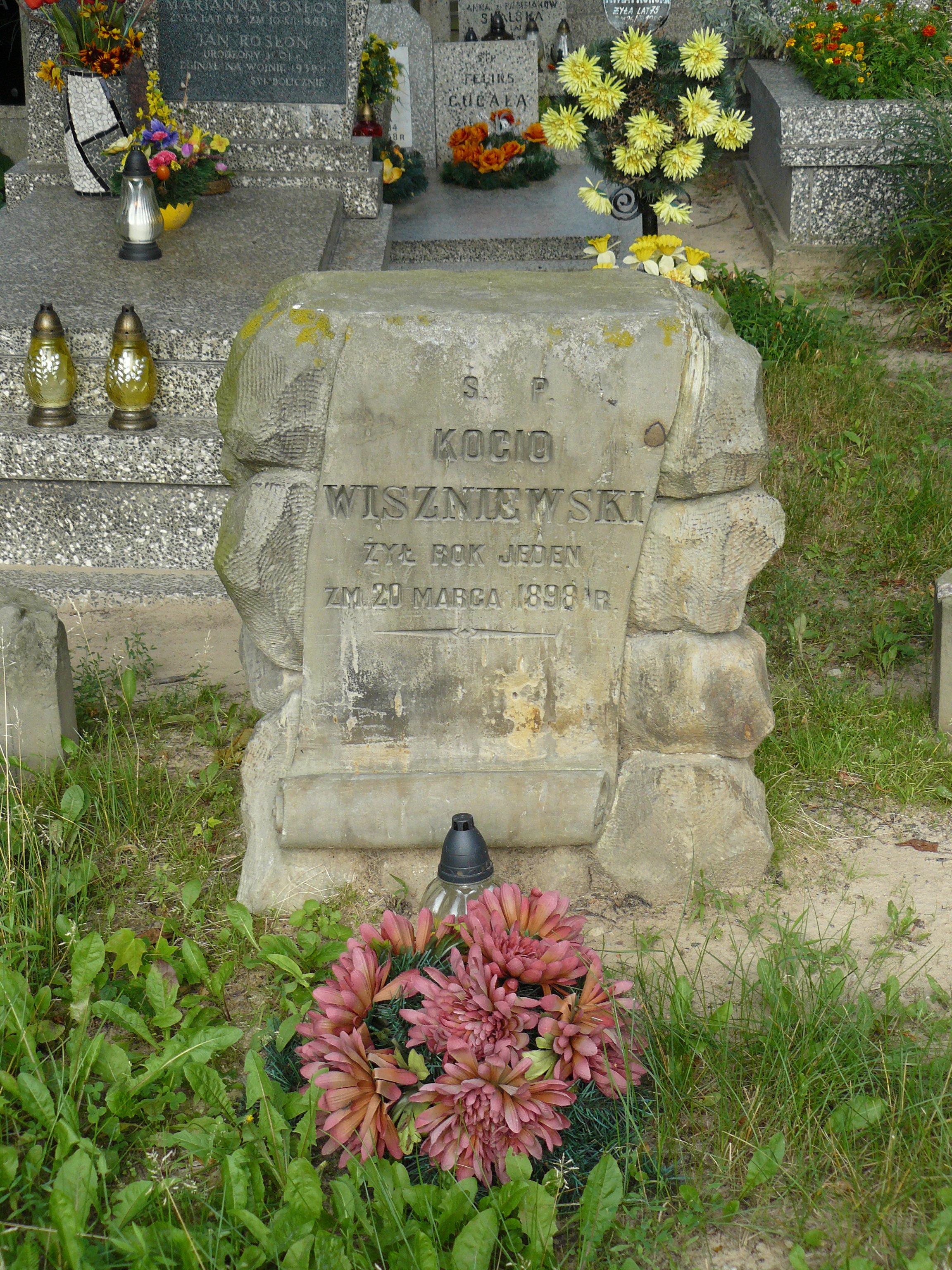
Grób z końca XIX wieku
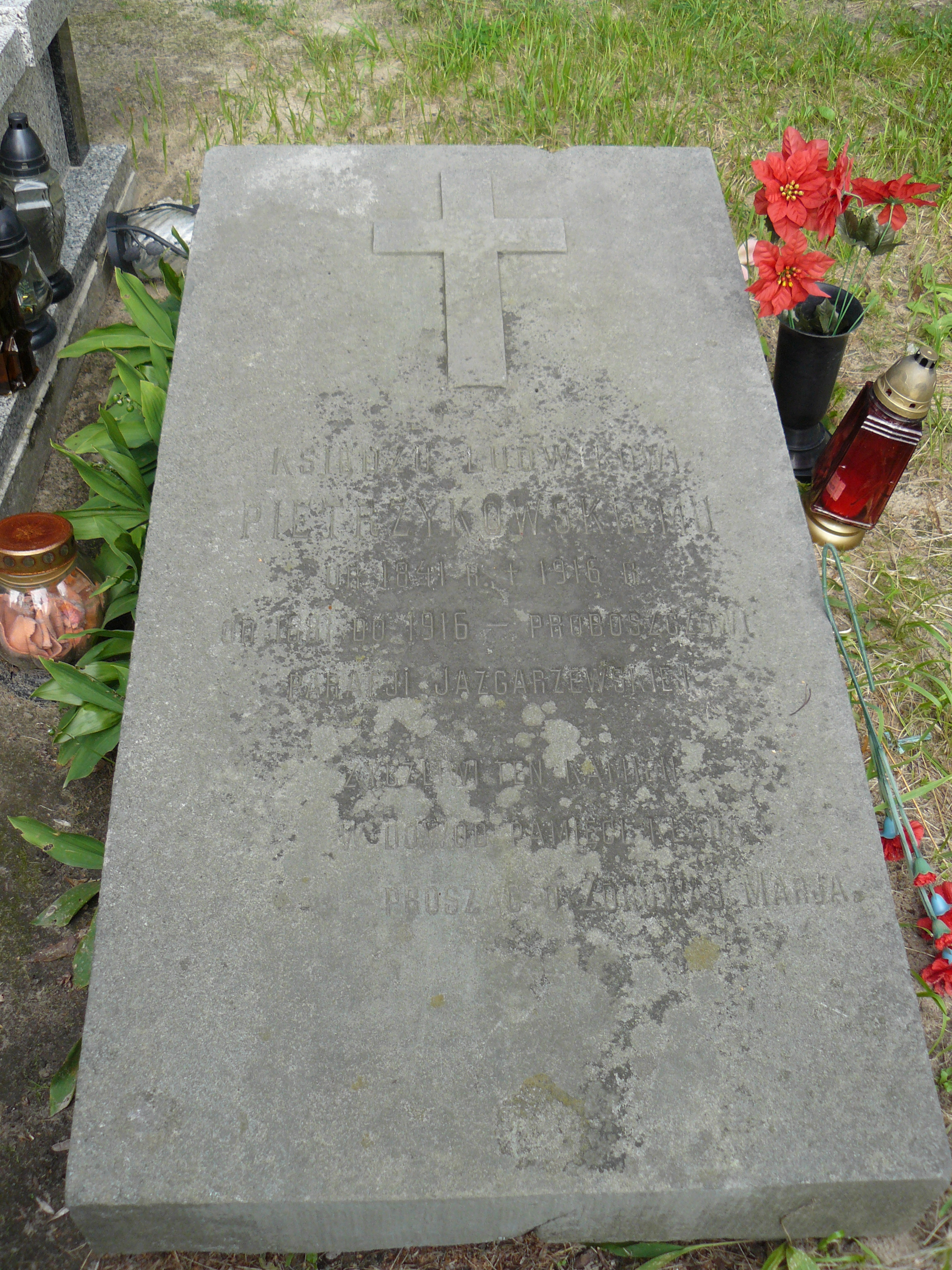
Grób ks. Ludwika Pietrzykowskiego, proboszcza parafii jazgarzewskiej w latach 1881–1916
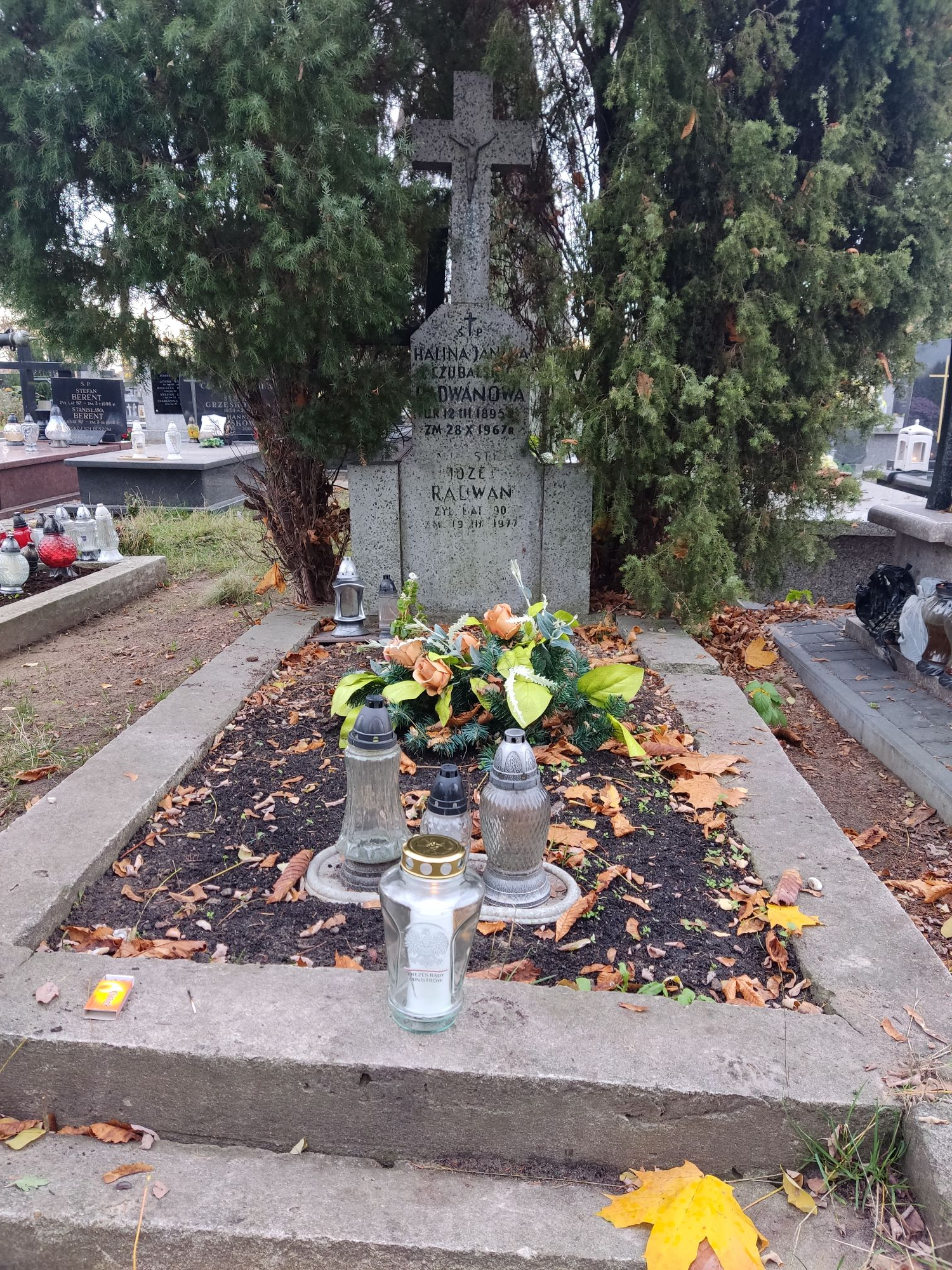
Grób ministra Józefa Radwana
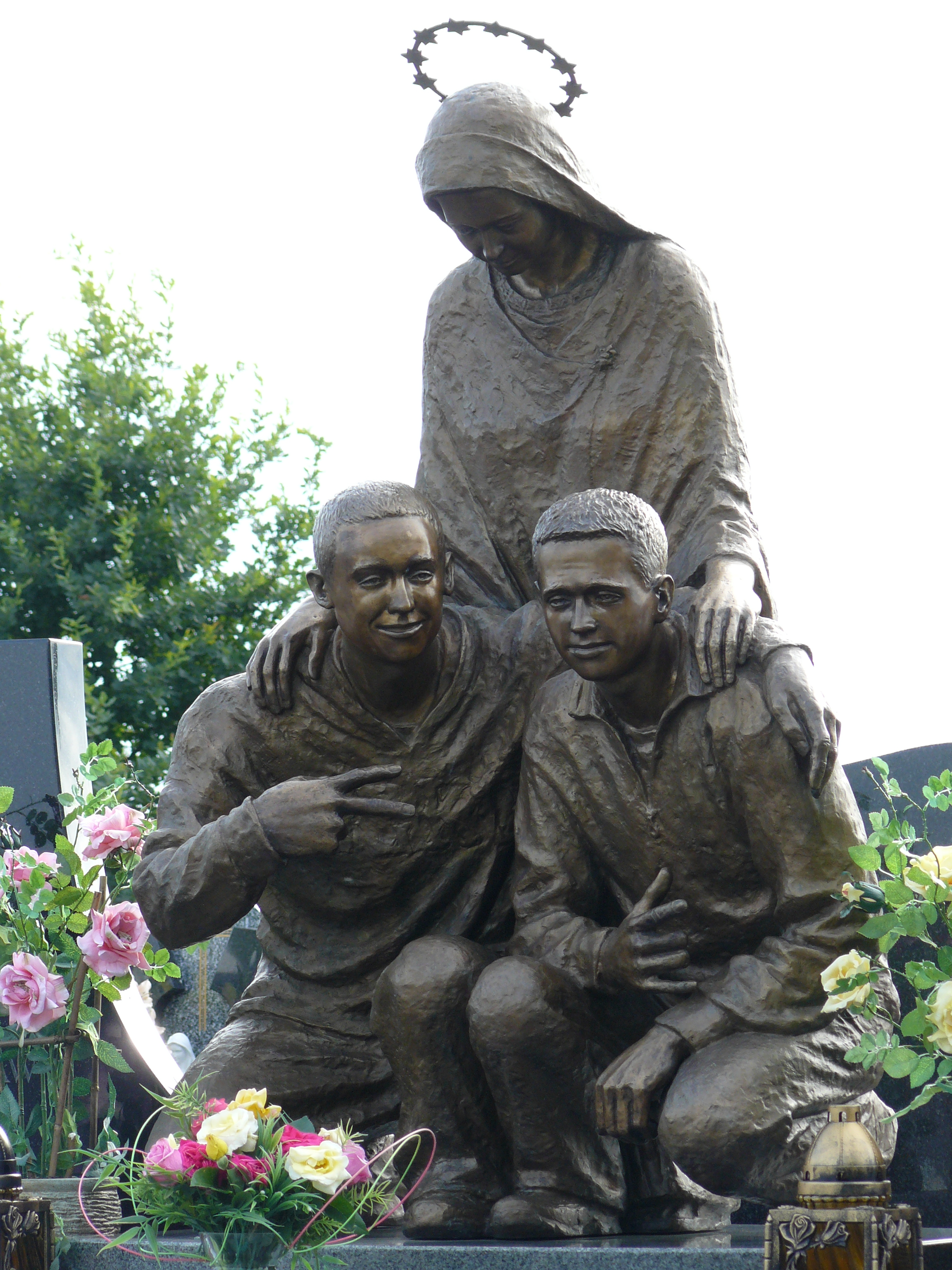
Współczesna rzeźba nagrobna